# Atsushi Kurokawa
Atsushi Kurokawa (黒川 淳史 Kurokawa Atsushi?, Saitama, 4 de febrero de 1998) es un futbolista japonés que juega como centrocampista en el F. K. Tukums 2000 de la Virslīga.

## Trayectoria

### Clubes
| Club                         | País     | Año       |
| ---------------------------- | -------- | --------- |
| Omiya Ardija                 | Japón    | 2016-2021 |
| Mito HollyHock (cedido)      | Japón    | 2018-2019 |
| Júbilo Iwata                 | Japón    | 2022      |
| F. C. Machida Zelvia         | Japón    | 2023-     |
| Omiya Ardija (cedido)        | Japón    | 2023      |
| Mito HollyHock (cedido)      | Japón    | 2024      |
| F. C. Spartak Varna (cedido) | Bulgaria | 2025      |
| F. K. Tukums 2000 (cedido)   | Letonia  | 2025-     |